# Leandro Barreiro
Leandro „Leo“ Barreiro Martins (* 3. Januar 2000 in Erpeldingen an der Sauer) ist ein luxemburgischer Fußballspieler. Der Mittelfeldspieler steht beim portugiesischen Erstligisten Benfica Lissabon unter Vertrag und ist A-Nationalspieler.

## Hintergrund
Barreiro wird kurz „Leo“ genannt.
Seine Eltern waren aus Angola nach Portugal gekommen und später ins Großherzogtum Luxemburg gezogen, wo er im Norden des Landes in Erpeldingen an der Sauer geboren wurde. Er hat eine ältere Schwester. Barreiro spricht sechs Sprachen: Luxemburgisch, Deutsch, Französisch, Englisch, Portugiesisch und Spanisch. Er hat auch die portugiesische Staatsbürgerschaft.

## Karriere

### Vereine
Im Alter von vier Jahren entdeckte Barreiro seine Fußballbegeisterung und trat einem Verein in Erpeldingen an der Sauer in seiner Geburtsstadt bei. Er kam dann durch Empfehlung eines Freundes in die Hauptstadt Luxemburg-Stadt zum RFC Union Luxemburg, für den er leihweise bis 2015 spielte und dann nach Erpeldingen zurückkehrte. Im November 2015 sollte Barreiro ein Probetraining bei Paris St. Germain absolvieren, doch aufgrund der Terroranschläge am 13. November in Paris und Umgebung kam dies nicht zustande. Ab Februar 2016 kam er in der ersten Mannschaft des FC 72 Erpeldingen bis Saisonende neunmal in der zweitklassigen Ehrenpromotion zum Einsatz und erzielte zwei Tore.
Anschließend wurde der 16-jährige Barreiro vom deutschen Bundesligisten 1. FSV Mainz 05 verpflichtet und durchlief dessen B- und A-Jugend, zu deren Leistungsträgern er jeweils gehörte. Er nahm im Sommer 2018 am Trainingslager zur Saisonvorbereitung der Profis teil und stand seit der Saison 2018/19 im Profikader der Mainzer. Parallel dazu kam er weiterhin in der A-Jugend zum Einsatz. Anfang November 2018 unterschrieb Barreiro einen zunächst bis 2022 laufenden Profivertrag und gab am 8. Februar 2019 bei der 1:5-Heimniederlage gegen Bayer 04 Leverkusen sein Bundesliga-Debüt. Im Jahre 2019 kam er außerdem sechsmal in der 2. Mannschaft der Mainzer in der Regionalliga Südwest zum Einsatz.
Seit Anfang 2020 zählt der laufstarke zentrale Mittelfeldspieler zur Stammelf der Mainzer Profis, meist auf der Position des Sechsers. In der Saison 2020/21 absolvierte er 29 Bundesligaspiele und erzielte seine ersten beiden Tore in der Bundesliga. Im Anschluss verlängerte er seine Vertragslaufzeit bis 2024. Unter Trainer Bo Svensson, der ihn bereits in der Jugend der Mainzer trainiert hatte, absolvierte Barreiro in der Rückrunde der Saison 2022/23 Anfang März 2023 sein 100. Bundesligaspiel.
Im Juli 2024 wechselte er ablösefrei nach Portugal zu Benfica Lissabon und unterschrieb dort einen Vertrag bis 2029. Dort gewann er am 11. Januar 2025 mit dem Ligapokal den ersten Titel seiner Karriere, als man im Finale den Rivalen Sporting Lissabon  mit 8:7 nach Elfmeterschießen besiegte.

### Nationalmannschaft
Barreiro spielte zwölfmal für luxemburgische Jugendauswahlmannschaften. Im März 2018 debütierte er als 18-Jähriger in der A-Nationalmannschaft und gehört zu deren Stammformation.

## Erfolge
- Portugiesischer Ligapokalsieger: 2025

## Auszeichnungen
Am 23. Juni 2023 wurde Barreiro anlässlich des Luxemburgischen Nationalfeiertags von Premierminister Xavier Bettel mit dem Ritterorden der Eichenkrone ausgezeichnet. Er sei ein „wunderbarer Botschafter unseres Landes [Luxemburg] und für den Sport“.
Barreiro wurde im Dezember 2023 vom luxemburgischen Sportpresseverband zum luxemburgischen Sportler des Jahres gekürt.